# Chloris woodii
Chloris woodii är en gräsart som beskrevs av Stephen Andrew Renvoize. Chloris woodii ingår i släktet kvastgrässläktet, och familjen gräs. Inga underarter finns listade i Catalogue of Life.